# Rafael Cabezas Montemayor
Rafael Cabezas Montemayor (Màlaga, 1815 - Madrid, 1899) fou un polític, financer i escriptor espanyol, germà de Miguel Cabezas Montemayor.
Va intervenir en la formació de nombroses empreses ferroviàries, i durant el sexenni democràtic va declarar-se partidari de la restauració borbònica. Havia estat membre dels consells d'administració del Banco de Castilla (1871), del Banco Hispano Colonial (1876), del Crédito General de Ferrocarriles i representant a Madrid del Banc de París. Fou elegit diputat del Partit Liberal Conservador a les eleccions generals espanyoles de 1867 pel districte de Lugo i pel de Tremp a les eleccions generals espanyoles de 1876, 1879, 1881, 1884, 1886, 1891, 1893 i 1896. A les eleccions de 1898 fou derrotat i fou nomenat senador per dret propi. De 1895 a 1898 fou president del Tribunal de Comptes del Regne.

## Obres
- Venganza por un desprecio (1876) drama